# 2010 en baseball
| Années du baseball : 2007 - 2008 - 2009 - 2010 - 2011 - 2012 - 2013    |
| Décennies du baseball : 1980 - 1990 - 2000 - 2010 - 2020 - 2030 - 2040 |

Cette page rassemble les faits marquants de l'année 2010 en Baseball

## Événements

### Janvier
- 5 janvier : Matt Holliday signe une prolongation de son contrat chez les Cardinals de Saint-Louis. Il s'engage jusqu'en 2017 pour 120 millions de dollars.
- 6 janvier. Le voltigeur Andre Dawson est élu au Temple de la renommée du baseball[1].
- 11 janvier : soupçonné de dopage de longue date, Mark McGwire admet avoir utilisé des stéroïdes pendant sa carrière[2].
- 11 janvier : le Cubain Aroldis Chapman signe chez les Reds de Cincinnati.
- 23 janvier : les Leones de León remportent le titre de champion du Nicaragua en s'imposant quatre victoires à une face aux Orientales de Granada[3].
- 28 janvier : les Leones del Escogido remportent le titre de champion de République dominicaine en s'imposant 5 victoires à 4 face aux Gigantes del Cibao[4].
- 29 janvier : les Indios de Mayagüez sont champions de Porto Rico en s'imposant 4-1 en série finale contre les Criollos de Caguas.
- 29 janvier : les Leones del Caracas remportent le titre de champion du Venezuela en écartant en série finale les Navegantes del Magallanes, 4-3.
- 30 janvier : les Caimanes de Barranquilla sont Champions de Colombie en enlevant la série finale 4-2 contre les Leones de Montería.
- 30 janvier : les Naranjeros de Hermosillo remportent la Ligue mexicaine du Pacifique en s'imposant en série finale face aux Venados de Mazatlán.

### Février
- 7 février : les Dominicains des Leones del Escogido remportent la Série des Caraïbes 2010[5].
- 18 février : ouverture du Championnat du Panamá 2010.
- 27 février : début des séries éliminatoires du Championnat de Cuba 2009-2010.
- 27 février : ouverture du Championnat d'Espagne 2010.

### Mars
- 2 mars : ouverture de l'entraînement de printemps de la Ligue majeure de baseball.
- 16 mars : ouverture de la Ligue mexicaine 2010.
- 20 mars : ouverture du Championnat du Japon 2010.
- 21 mars : Joe Mauer signe une prolongation de son contrat chez les Twins du Minnesota. Il s'engage jusqu'en 2018 pour 184 millions de dollars.
- 21 mars : ouverture de la Ligue chinoise 2010[6].
- 27 mars : inauguration de Target Field, nouveau stade des Twins du Minnesota, à l'occasion d'un match amical universitaire.
- 31 mars : les Leones de Industriales remportent le Championnat de Cuba 2009-2010.

### Avril
- 1er avril : ouverture du Championnat d'Italie 2010.
- 3 avril : ouverture du Championnat d'Allemagne 2010.
- 4 avril : ouverture de la Ligue majeure de baseball 2010.
- 6 avril : Mariano Rivera joue sa première partie de l'année, permettant aux Yankees de New York d'accomplir un fait inédit dans l'histoire du sport en Amérique du Nord : Jorge Posada, Derek Jeter et Rivera deviennent le premier trio de joueurs à évoluer 16 saisons consécutives pour la même équipe, ce qui ne s'était auparavant produit dans aucune des quatre ligues professionnelles majeures sur le continent (MLB, NFL, NBA et NHL)[7].
- 8 avril : ouverture des Ligues mineures de baseball 2010.
- 10 avril : ouverture du Championnat des Pays-Bas 2010.
- 10 avril : ouverture du championnat de Belgique 2010.
- 11 avril : ouverture du Championnat de France 2010.
- 12 avril : premier match de Ligue majeure au Target Field, nouvelle antre des Twins du Minnesota.
- 15 avril : édition 2010 du Jackie Robinson Day.
- 17 avril : Ubaldo Jiménez lance le premier match sans point ni coup sûr de l'histoire des Rockies du Colorado[8].
- 19 avril : le vainqueur du trophée Cy Young en 2003, Éric Gagné, annonce sa retraite.

### Mai
- 2 mai : le Vénézuélien Wilson Ramos des Twins du Minnesota est le 21e joueur de l'histoire moderne des Ligues majeures (depuis 1900) et le premier receveur à résussir quatre coups sûrs à l'occasion de son premier match en Ligue majeure[9].
- 9 mai : en Ligue majeure, le gaucher Dallas Braden lance un match parfait à l'occasion de la victoire 4-0 des Oakland Athletics sur les Rays de Tampa Bay au McAfee Coliseum[10]. C'est le 19e match parfait de l'histoire des Ligues majeures.
- 12 mai : le CB Panamá Metro remporte le Championnat du Panama[11].
- 29 mai : en Ligue majeure, le droitier Roy Halladay lance un match parfait à l'occasion de la victoire 1-0 des Phillies de Philadelphie sur les Marlins de la Floride au Sun Life Stadium[12]. C'est le 20e match parfait de l'histoire des Ligues majeures.

### Juin
- 2 juin : Match presque parfait d'Armando Galarraga : le lanceur Armando Galarraga, des Tigers de Detroit, est privé d'un match parfait à la suite d'une erreur d'un arbitre, qui prend une décision erronée sur ce qui aurait dû être le dernier retrait du match. Le baseball majeur refuse de renverser la décision et de donner une partie parfaite à Galarraga.
- 2 juin : Ken Griffey, Jr. annonce sa retraite.
- 8 juin : la jeune sensation Stephen Strasburg fait des débuts très médiatisés[13] dans les majeures et établit un nouveau record des Nationals de Washington avec 14 retraits sur des prises[14].
- 12 juin : Daniel Nava, des Red Sox de Boston, devient le second joueur seulement dans l'histoire de la MLB à frapper un grand chelem sur le premier lancer reçu dans les majeures.
- 25 juin : Edwin Jackson, des Diamondbacks de l'Arizona, lance un match sans point ni coup sûr contre les Rays de Tampa Bay.

### Juillet
- 13 juillet : pour la première fois depuis 1996, c'est l'équipe de la Ligue nationale qui remporte le match des étoiles du baseball majeur.
- 25 juillet : à Cooperstown, New York, l'ancienne vedette des Expos de Montréal et des Cubs de Chicago, Andre Dawson, est officiellement intronisé au Temple de la renommée du baseball. Entrent avec lui au panthéon lors de la même cérémonie : l'ancien gérant Whitey Herzog et l'arbitre Doug Harvey.
- 26 juillet : Matt Garza, des Rays de Tampa Bay, lance un match sans point ni coup sûr contre Detroit.

### Août
- 4 août : Alex Rodriguez devient le septième joueur de l'histoire des majeures à atteindre le plateau des 600 coups de circuit en carrière. Il est aussi le plus jeune à atteindre ce total.
- 22 août : le manager des Cubs de Chicago, Lou Piniella, qui avait annoncé quelques jours plus tôt que la saison 2010 serait sa dernière dans le baseball, décide de prendre sa retraite immédiatement.

### Septembre
- 6 septembre : Alex Rodriguez établit un record en produisant au moins 100 points produits pour une 14e saison en carrière.
- 7 septembre. Dans une victoire de 4-2 de Milwaukee sur Saint-Louis, Trevor Hoffman devient le premier lanceur à atteindre le plateau des 600 sauvetages en carrière[15].
- 21 septembre : les Twins du Minnesota sont la première équipe qualifiée pour les séries éliminatoires 2010 alors qu'il remportent pour la deuxième année consécutive et la sixième fois en neuf ans le championnat de la division Centrale de la Ligue américaine[16].
- 23 septembre : Ichiro Suzuki, des Mariners de Seattle, devient le premier joueur des majeures à totaliser au moins 200 coups sûrs dans dix saisons de suite.
- 25 septembre : les Rangers du Texas s'assurent du titre de la section Ouest de la Ligue américaine, remportant leur premier championnat de division depuis la saison 1999.
- 25 septembre : avec son 38e sauvetage de la saison, Neftali Feliz des Rangers du Texas établit un nouveau record pour un lanceur recrue, battant la marque établie en 2000 par Kazuhiro Sasaki.
- 27 septembre : les Phillies de Philadelphie remportent le championnat de la division Est de la Ligue nationale pour la quatrième saison consécutive.
- 28 septembre : les Reds de Cincinnati, premiers dans la division Centrale de la Ligue nationale, remportent un premier championnat de section depuis 1995. Le même jour, les Rays de Tampa Bay[17] et les Yankees de New York[18]  s'assurent d'une place en séries éliminatoires.

### Octobre
- 3 octobre : les Giants de San Francisco remportent leur premier titre de la division Ouest de la Ligue nationale depuis 2003. Le même jour dans la division Est de la Ligue américaine, les Rays de Tampa Bay officialisent le deuxième titre de section de leur histoire[19], et dans la Nationale les Braves d'Atlanta se qualifient pour les séries éliminatoires comme meilleurs deuxièmes.
- 3 octobre : Cito Gaston, qui avait annoncé sa retraite de manager l'année précédente, dirige les Blue Jays de Toronto pour une 1731e et dernière partie. Il termine sur une 894e victoire[20].
- 5 octobre : Matt Murton, des Yakult Swallows, établit un record de la NPB avec 211 coups surs en une saison, battant le record du baseball japonais détenu depuis 1994 par Ichiro Suzuki.
- 6 octobre : à son premier match de séries éliminatoires, Roy Halladay, des Phillies de Philadelphie, passe à l'histoire. Il lance un match sans point ni coup sûr. Il est le premier lanceur à réussir un tel exploit en match d'après-saison depuis le match parfait de Don Larsen lors de la Série mondiale de 1956.
- 11 octobre. Les Braves d'Atlanta sont éliminés. Le manager Bobby Cox, qui avait annoncé sa retraite, a dirigé son équipe pour la dernière fois.
- 12 octobre : les Rangers du Texas remportent une série éliminatoire pour la première fois de leur histoire, éliminant les Rays de Tampa Bay en Série de division.
- 22 octobre : vainqueurs sur les Yankees de New York, les Rangers du Texas accèdent à la Série mondiale pour la première fois de leur histoire.
- 23 octobre : les Giants de San Francisco remportent le championnat de la Ligue nationale de baseball et accèdent à la Série mondiale pour la première fois depuis 2002.
- 24 octobre : les Huskies de Rouen remportent le Championnat de France Élite, leur sixième sacre d'affilée.

### Novembre
- 1er novembre : les Giants de San Francisco remportent leur première Série mondiale depuis 1954 en défaisant les Rangers du Texas quatre parties à une en finale des Ligues majeures de baseball. C'est aussi le premier titre de la franchise depuis son transfert de New York vers la Californie à la fin des années 1950.
- 7 novembre : les Chiba Lotte Marines remportent les Japan Series sur les Chunichi Dragons, quatre parties à deux.
- 16 novembre : Roy Halladay des Phillies de Philadelphie est voté unaniment meilleur lanceur de la Ligue nationale et devient le cinquième lanceur à avoir gagné le Cy Young dans les deux ligues[21].
- 18 sport : malgré seulement 13 victoires avec un club de dernière place, Felix Hernandez des Mariners de Seattle remporte pour la première fois le trophée Cy Young du meilleur lanceur de la Ligue américaine[22].
- 22 novembre : Joey Votto des Reds de Cincinnati est élu joueur par excellence de la saison dans la Ligue nationale. Il est le troisième joueur canadien à mériter cet honneur dans les majeures[23].
- 23 novembre : la Corée du Sud remporte la médaille d'or en baseball aux Jeux asiatiques de Guangzhou, en Chine, en prévalant sur l'équipe de Taïwan, 9 à 3[24].
- 23 novembre : Josh Hamilton des Rangers du Texas est choisi joueur par excellence de la saison dans la Ligue américaine[25].

### Décembre
- 8 décembre : la saison 2010-2011 du Championnat de Colombie est suspendue après les tempêtes hivernales ayant frappé le pays[26].
- 15 décembre : alors que les Rangers du Texas et les Yankees de New York font monter les enchères depuis des semaines, l'agent libre Cliff Lee accepte une offre moindre et signe avec les Phillies de Philadelphie[27].

## Principaux décès
- 4 janv. : Rory Markas, commentateur sportif américain.
- 21 janv. : Bobby Bragan, joueur américain puis manager.
- 21 janv. : Curt Motton, joueur américain.
- 5 févr. : Hiroyuki Oze, joueur japonais de 24 ans (suicide).
- 16 févr. : Jim Bibby, joueur américain.
- 21 févr. : George Strickland, joueur américain puis manager.
- 9 mars : Willie Davis, joueur américain.
- 7 avril : Takuya Kimura, joueur japonais puis manager.
- 4 mai : Ernie Harwell, commentateur sportif américain.
- 6 mai : Robin Roberts, joueur américain.
- 23 mai : José Lima, lanceur dominicain, 37 ans.
- 13 juillet : George Steinbrenner, légendaire patron des Yankees de New York, 80 ans.
- 4 novembre : Sparky Anderson, joueur puis manager, 76 ans.
- 2 décembre : Ron Santo, ancien joueur vedette des Cubs de Chicago, 70 ans.
- 15 décembre : Bob Feller, lanceur américain, 92 ans[28].